# مجله سیگنوس

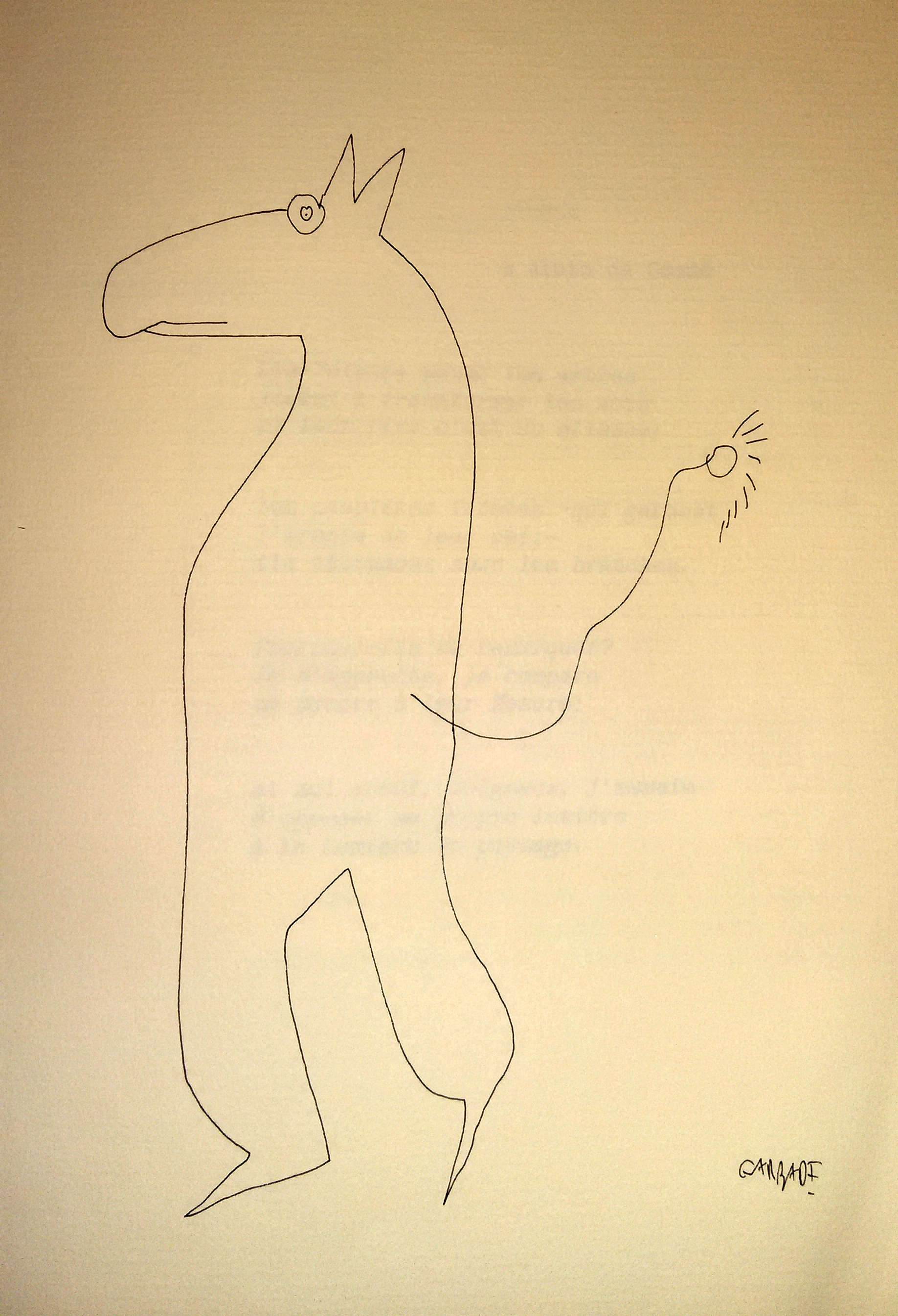
طراحی توسط Garbade برای Signos

مجله سیگنوس مجله‌ای اسپانیایی در حوزهٔ شعر بود که لئوپولدو آلاس مینگز لوئیس کرمادس، ماریو میگز و دانیل گارباد آن را در سال ۱۹۸۶ پایه‌گذاری کردند. ابتدا توسط Ediciones Libertarias و بعداً El Observatorio ویرایش شد و توسط لئوپولدا آس هدایت شد. این مجله در سال ۱۹۹۲ تعطیل شده و از آن پس تبدیل به هئیت ارزیابی برای شعر معاصر اسپانیا شد.

## محتوا
این مجله که وقف شعر اسپانیای بود، اشعاری از شاعران جوان اسپانیایی مانند انریک بناونت و شاعران مشهوری چون ژان کوکتو، رافائل آلبرتی، خامه گیل دی بیدما، راینر ماریا ریلکه، مانوئل واسکز مونتالبان ، لئوپولدو ماریا پانرو، آنا ماریا مویکس، پره گیمفرر، ویسنته مولینا آنتونیو سائوا را منتشر کرد.
هر نسخه مصور بود و حاوی یک طرح اصلی بود. در آن هنرمندانی مانند رافائل آلبرتی حضور داشتند.